# Kasteel Blauw Huys

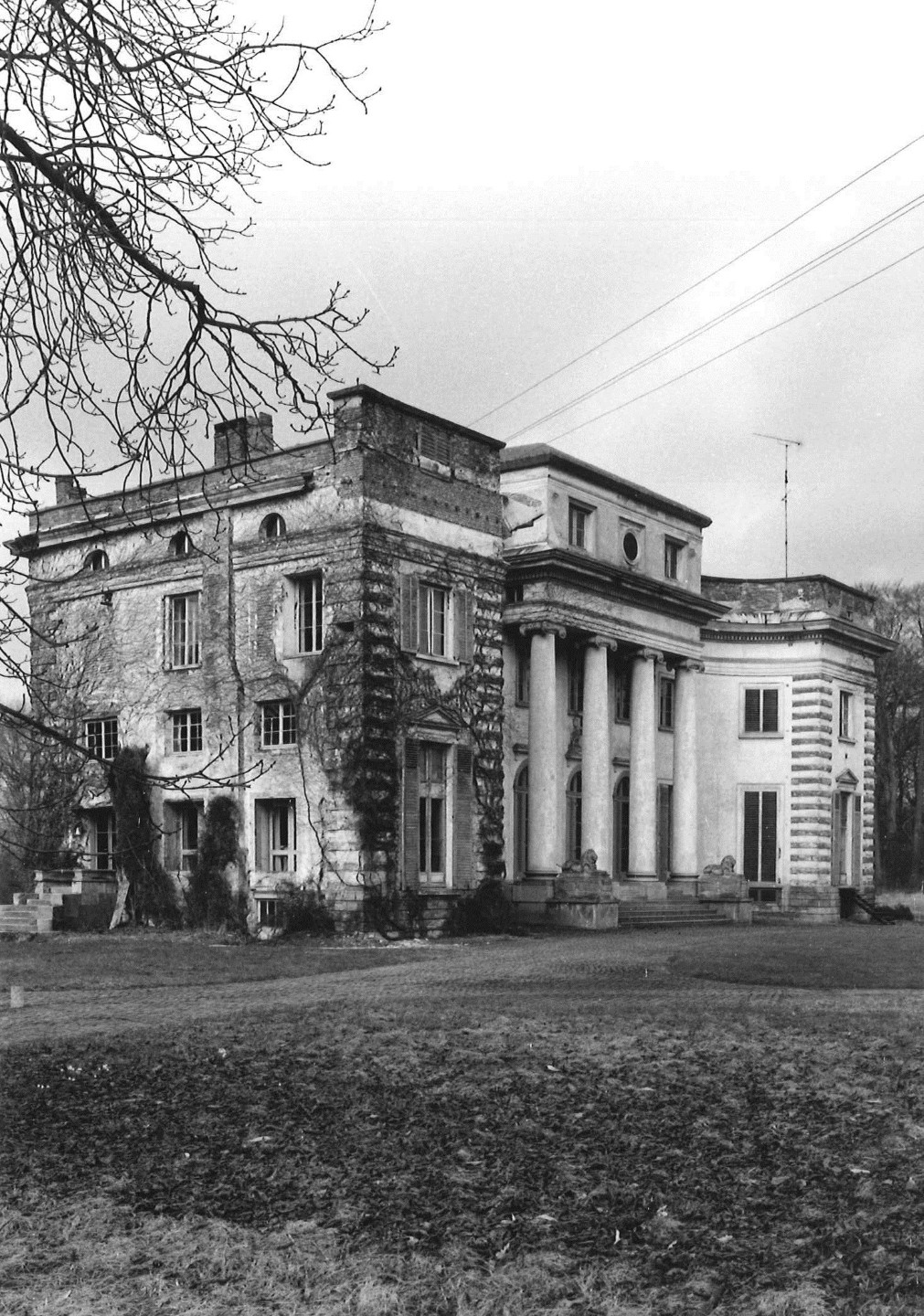
Kasteel Blauw Huys

Het Kasteel Blauw Huys is een kasteel in de tot de gemeente Gent behorende plaats Drongen, gelegen aan de Bosstraat 85, 89.

## Geschiedenis
Het kasteel werd al vermeld in 1716 en in 1807 werd het herbouwd in empirestijl naar ontwerp van Jacques-Jean Dutry om in 1817 te worden vergroot. In 1874 werden twee zijvleugels bijgebouwd, waarvan er één in 1930 werd afgebroken.
Het kasteel ligt te midden van een tuin in Engelse landschapsstijl en voorzien van een wagenhuis en een oranjerie van 1836. Uit hetzelfde jaar dateert een ijskelder, die omgevormd werd tot vleermuisverblijf. De lange vijver in het domein wordt doorstroomd door de Merebeek.